# Lecanora elapheia
Lecanora elapheia är en lavart som beskrevs av Stizenb. . Lecanora elapheia ingår i släktet Lecanora och familjen Lecanoraceae.   Inga underarter finns listade i Catalogue of Life.